# Новочеркасское суворовское военное училище
Новочеркасское Суворовское военное училище (НчСВУ) — военное образовательное учреждение, располагавшееся в Ростовской области в городе Новочеркасске в период с 1943 по 1962 годы.

## История
- 30 августа 1943 года во исполнение Постановления СНК СССР и ЦК ВКП(б) от 21 августа 1943 года пленум Ростовского обкома ВКП(б) постановил открыть в городе Новочеркасск Суворовское военное училище на 500 человек, предоставив для этой цели помещение по улице Подтёлкова. С первых дней образования училища в нём начал формироваться высокопрофессиональный и патриотически настроенный коллектив руководителей, преподавателей, офицеров-воспитателей и обслуживающего персонала. Большинство из них были участниками Великой Отечественной войны, многие были отозваны с фронта специально для преподавательской деятельности. Организатором и вдохновителем всего коллектива училища был его первый начальник, легендарный участник четырёх войн генерал-майор Василий Григорьевич Клементьев, обладавший лучшими качествами генерала суворовского типа.
- 1 декабря 1943 года начались занятия. 19 декабря состоялось официальное открытие Новочеркасского Суворовского военного училища. Заместитель командующего войсками Северо-Кавказского военного округа генерал-лейтенант Сергеев на торжественном построении всего состава вручил начальнику училища Грамоту Президиума Верховного Совета СССР и Красное Знамя. Этот день стал ежегодным праздником училища.
- 25 марта 1944 года состоялось новое торжественное построение в честь прибытия в училище Маршала Советского Союза С. М. Буденного.
- 14 октября 1944 года училище переехало в новое здание — бывшее здание присутственных мест области Войска Донского на пересечении улиц Подтёлкова и Советской.
- В 1948 году состоялся первый выпуск суворовцев военного набора 1943 года.
- 24 июня 1960 года Совет Министров СССР в постановлении № 662 отметив, что Суворовские военные училища сыграли свою воспитательную роль и что уже не осталось сирот военного времени, наметил к расформированию несколько Суворовских военных училищ, в том числе и Новочеркасское. В связи с этим набора в училище в 1960 году не было. Последний его выпуск состоялся в 1962 году.

## Деятельность
Всего Новочеркасское Суворовское военное училище за 15 его выпусков окончили 934 человека. В подавляющем большинстве выпускники училища посвятили свою жизнь службе в рядах Вооружённых Сил СССР, добились заметных успехов в служебной деятельности, внесли весомый вклад в укрепление обороноспособности нашей Родины. Около двадцати воспитанников училища стали генералами. Самым первым генералом среди выпускников всех Суворовских военных училищ — стал выпускник 1949 года Кузнецов Евгений Андреевич, бывший «сын полка». Генерал-лейтенант Кузнецов Е. А. командовал соединениями, объединениями, был начальником штаба Уральского военного округа и заместителем начальника Главного штаба Сухопутных войск.
До 2011 года в корпусах бывшего Суворовского военного училища находилось Новочеркасское высшее военное командное училище связи.

### Начальники училища
- 1943—1944 — Клементьев, Василий Григорьевич, генерал-майор
- 1944—1950 — Антипин, Пётр Петрович, генерал-майор
- 1950—1956 — Сиязов, Михаил Александрович, генерал-лейтенант
- 1956—1962 — Кириллов, Иосиф Константинович, генерал-майор
- 1962 — Овчаров, Александр Михайлович, генерал-майор

### Выпускники училища
- Агудов, Александр Иванович — генерал-лейтенант, был заместителем Главнокомандующего войсками Южного направления.
- Андресян, Грач Амаякович — генерал-лейтенант, был начальником штаба Северо-Кавказского военного округа.
- Блинов, Иван Николаевич — генерал-лейтенант, был начальником штаба Приволжского военного округа.
- Кожевников, Владимир Александрович — генерал-майор, был начальником штаба армии.
- Кузнецов, Евгений Андреевич — генерал-лейтенант, был начальником штаба Уральского военного округа и заместителем начальника Главного штаба Сухопутных войск.
- Лысов, Петр Федорович — генерал-майор, служил в штабе Объединенных Вооружённых Сил стран-участниц Варшавского договора, преподавал в Военной академии Генерального штаба Вооружённых Сил имени К. Е. Ворошилова.
- Макагонов, Виктор Александрович — генерал-майор, заслуженный деятель науки РФ, академик Российской академии военных наук, доктор технических наук, профессор; был начальником научно-исследовательского института Минобороны СССР.
- Манько, Юрий Владимирович — полковник, доктор философских наук, профессор и заведующий кафедрой философии и социальных наук СПбГУТД.
- Наливайченко, Иван Николаевич — генерал-майор, командовал корпусом в Центральной группе войск.
- Савенков, Юрий Михайлович— генерал-майор, командовал 42-м армейским корпусом Северо-Кавказского военного округа
- Скоков, Виктор Васильевич — генерал-полковник, был командующим войсками Северо-Кавказского и Прикарпатского военных округов.
- Стряпнин, Валерий Павлович — генерал-майор, был заместителем начальника Научно-исследовательского института Министерства обороны СССР.
- Тутаринов, Владимир Иванович — генерал-майор, командовал дивизией, был военным советником в ГДР.
- Черемисов, Виктор Федорович — генерал-майор, преподавал в Военно-политической академии имени В. И. Ленина, был начальником политотдела Военной академии химической защиты имени Маршала Советского Союза С. К. Тимошенко.
- Шаповалов, Анатолий Тимофеевич — генерал-майор, был заместителем начальника управления Генерального штаба ВС СССР.

## Здание училища
Новочеркасское суворовское военное училище МВД России размещается в старинном двухэтажном кирпичном здании, построенном в 1840 году. Дом был построен как доходный. Парадный вход в здание находится в его скошенном углу с большим балконом. Здание имеет межэтажный и венчающий карниз. Полуциркульные окна второго этажа украшены сандриками, первого этажа — замковыми камнями.
В дальнейшем в здании находились учебные заведения. С 1876 года в этом здании размещалась учительская семинария, которая готовила учителей церковно-приходских школ. В семинарию принимали подростков с 16 лет, имеющих 4-классное образование. В семинарии преподавали высокообразованные чиновники — статские советники, то соответствовало чину в армии между генералом-майором и полковником.
Помещения, в которых располагалась семинария, не вполне соответствовали требованиям, к учебным заведениям. В начале XX века руководство семинарии ходатайствовало о строительстве для семинарии другого здания. Был разработан проект нового учебного здания, но строительство его так и не состоялось.
В 1912—1914 годах здание было перестроено и реконструировано. Реконструкция проходила по проекту архитектора С. И. Болдырева.
В 1920-х годах в здании размещался уголовный розыск. С 1923 года в нём размещалась школа милиции, которая было создана в соответствии с постановлением ЦК РКП(б) и Совета народных комиссаров РСФСР. Школа милиции готовила кадры для различных подразделений органов внутренних дел.